# リヒャルト・デーデキント

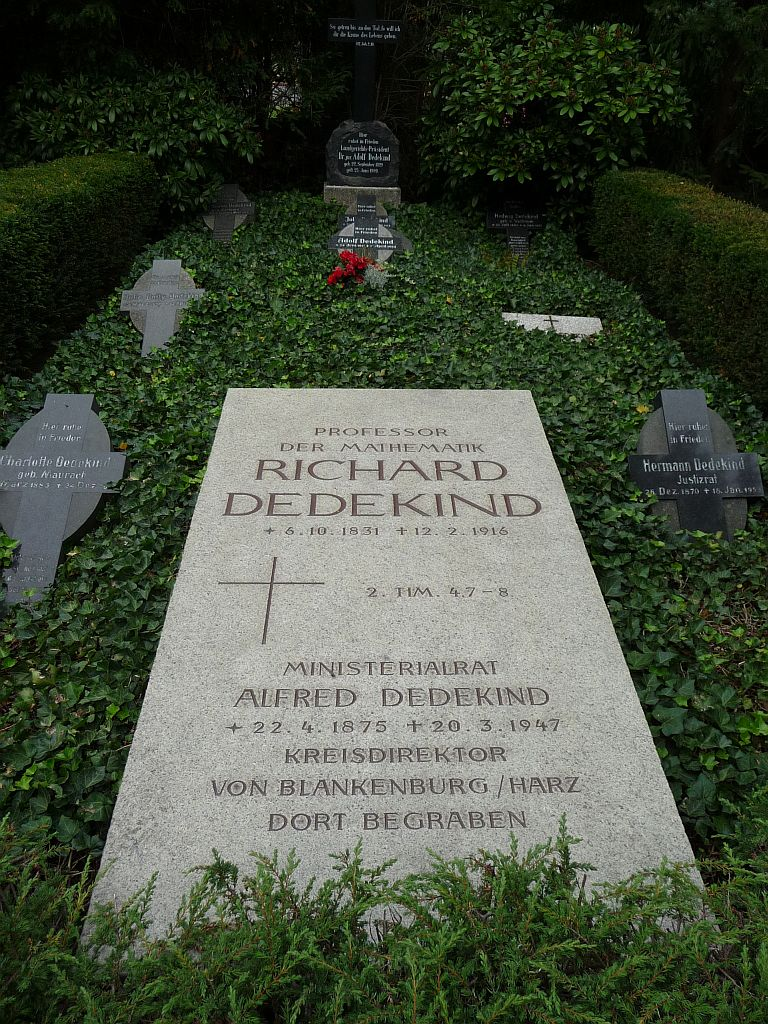
ブラウンシュヴァイクの中央墓地にあるデデキントの墓

ユリウス・ヴィルヘルム・リヒャルト・デーデキント（デデキント、Julius Wilhelm Richard Dedekind、1831年10月6日 - 1916年2月12日）は、ドイツのブラウンシュヴァイク出身の数学者。代数学・数論が専門分野。1858年からチューリッヒ工科大学教授、1894年からブラウンシュヴァイク工科大学教授を歴任した。彼の名前にちなんだ数学用語としては、デデキント環、デデキント切断、デデキント無限などがある。

## 概要
デデキントは、基礎解析の算術化、および現代の代数的整数論を構築した主要な数学者の一人で、環、加群、イデアル、体、ベクトル空間といった概念を生み出した。また、彼はガウス、ディリクレ、リーマンの著作の編集者としても活躍した。実数の概念を明確化するという哲学的な作業の中で、切断という概念を導入した事が特筆される。
デデキントは1855年にゲッティンゲン大学でガロア理論に関する最初の講義を行ったことでも知られている。また、自分の編集したディリクレの『整数論講義』の第二版の補遺の中で、イデアルの基礎づけを与えた。『連続性と無理数』（1872年）の中では「デデキント切断 (Schnitt) 」によって、実数論の基礎づけを与えた。『数とは何かそして何であるべきか』（1888年）の中では「鎖 (Kette) 」によって、自然数論の基礎づけを与えた。これは自然数論を公理論的に記述しようとした先駆けである。
彼は、多くの優れた数学者たちとの交流の中で、独自の理論を発展させた。リーマンの友人として、死後にリーマンについての伝記を執筆した。デデキントとカントールとの交流は、初期集合論の発展のきっかけとなった。